# Malalakere, Davanagere
Malalakere là một làng thuộc tehsil Davanagere, huyện Davanagere, bang Karnataka, Ấn Độ.